# Panzer Dragoon Mini
Panzer Dragoon Mini (パンツァードラグーンＭｉｎｉ) est un jeu vidéo de tir à la troisième personne sorti le 22 novembre 1996 sur Game Gear, uniquement au Japon. Le jeu a été développé et édité par Sega. Il fait partie de la série Panzer Dragoon, dont il constitue un spin-off, et représente le seul jeu 8 bits de la franchise.
Il s'agit d'une exclusivité de la console portable de Sega, qui a été commercialisée notamment auprès des enfants.

## Système de jeu
En raison des limitations matérielles de la console, le système de jeu ressemble plus à celui de Space Harrier, s'éloignant du genre rail shooter en 3D polygonale des deux premiers Panzer Dragoon. Le joueur contrôle un dragon, parmi trois proposés, et doit soit tirer sur ses ennemis pour les abattre, soit les éviter, cette seconde solution constituant le meilleur moyen de progresser dans le jeu. À la fin de chaque niveau, le joueur affronte deux boss et s'il sort gagnant du combat, un mot de passe apparaît, lui permettant de reprendre la partie ultérieurement.
Dans cet épisode, le dragon n'est chevauché par aucun pilote.